# A Janela (Maryalva Mix)
A Janela (Maryalva Mix) (Portugiesisch für: Das Fenster (Maryalva Mix)) ist eine experimentelle und groteske Filmkomödie des portugiesischen Regisseurs Edgar Pêra aus dem Jahr 2001.

## Handlung
Am Largo de Santo Antoninho im Lissabonner Bica-Viertel rund um den Seilbahnaufzug Elevador da Bica ruft eine weibliche Stimme „António!“. Den Messerstichen folgt die Flucht des Opfers über die Gleise der Standseilbahn, bis er atemlos die Ruinen der mutmaßlichen eigenen Erinnerungen erreicht.
Sechs sehr unterschiedliche Frauen, gespielt von der immergleichen Schauspielerin, tauchen danach am Fenster auf und erzählen verschiedene Varianten der Geschichte von António, ein bekanntes Original des Viertels, und dessen verschiedene Seiten als Bohèmien, Liebhaber, (vermutlicher) Ehemann, Fadista oder auch Straßenverkäufer mit variantenreichem Angebot.
Unter dem Eindruck dieser widersprüchlichen Berichte fragt sich António nun, ob es sich um mehrere oder nur eine Person handelt – und ob nicht er selbst diese Person sein könnte.
Die letzte auftretende Frau ist eine altgediente Fadosängerin des Viertels, die sich als Vertraute Antónios vorstellt, und die nun die Gerüchte und Geschichten um ihn einordnet, darunter jenes, dass António sechs Geliebten die Ehe versprochen hatte. Sie glaubt zudem, dass er Opfer einer Intrige mit Tötungsabsicht wurde.
Verwirrt und ohne zu wissen, was er glauben soll, trifft er schließlich den António der zuletzt erzählten Variante, der mit seinen Darstellungen die verschiedenen Geliebten seinerseits in ein neues Licht taucht und auch die Eheabsichten und die Messerattacke neu einordnet.
Endgültig verwirrt, bleibt er schließlich mit unbeantworteten Fragen zurück. Ist er nun selbst António? Oder wer ist der wahre António, wie viele Antónios gibt es, wie viele Geliebte? Und haben sie ihn geheiratet? Und umgebracht? Ist er vielleicht schon im Fegefeuer? Und wer ist das seltsame Auge, das die Hauptrolle des Films spielt, ist es António? Und wenn ja, welcher von ihnen? Ich vielleicht?

## Produktion und Rezeption

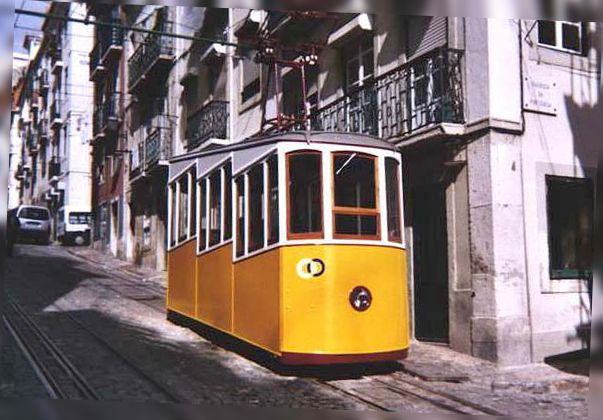
Der Elevador da Bica, in dessen Umfeld der Film spielt.

Die eigentlichen Dreharbeiten fanden bereits im Herbst 1997 statt. Der Film wurde vom Regisseur selbst und von der Filmgesellschaft Madragoa Filmes produziert, in Koproduktion mit dem öffentlich-rechtlichen Fernsehsender RTP und mit finanzieller Förderung durch die portugiesische Filmförderung ICAM.
Der Film, der den Zuschauer mit Stilmitteln wie entfremdeten Bildern, ungewöhnlichen Schnitten oder kontrastreich eingesetzter Musik verwirrt, erinnert in seiner Machart auch an Videoclips und nimmt zudem Bezug zu Buñuels surrealem Klassiker Ein andalusischer Hund von 1929.
Die Schauspielerin Lúcia Sigalho spielt hier alle sechs Geliebten, während sechs verschiedene männliche Schauspieler den António in seinen Varianten spielen.
Im Film sind auch Fados zu hören, die von Pedro Ayres Magalhães für den Film geschrieben und von João Vaz gesungen wurden.
Der Film hatte am 5. August 2001 beim 54. Locarno Film Festival Premiere und kam am 12. Oktober 2001 in die portugiesischen Kinos. Er lief dort in nur drei Kinos (Lissabon, Porto und Vila Nova de Gaia), zählte aber dennoch 9.900 Zuschauer. Am 8. Mai 2002 kam er auch in Frankreich ins Kino.
Er war für die portugiesischen Globos de Ouro 2002 in mehreren Kategorien nominiert und wurde bei den CinEuphoria-Filmpreisen zu den besten portugiesischen Filmen des Jahrzehnts gezählt.
A Janela (Maryalva Mix) erschien zunächst bei Atalanta Filmes als VHS-Kassette und 2004 dann bei Lusomundo als DVD, hier mit einer Reihe Kurzfilmen und Clips als Bonusmaterial.